# Santa Maria della Presentazione (titolo cardinalizio)
Santa Maria della Presentazione (in latino: Titulus Sanctae Mariae de Praesentatione) è un titolo cardinalizio istituito da papa Benedetto XVI il 24 novembre 2007 con la bolla Purpuratis Patribus. Il titolo insiste sulla chiesa di Santa Maria della Presentazione, sita nel quartiere di Torrevecchia.
Dal 24 novembre 2007 il titolare è il cardinale José Francisco Robles Ortega, arcivescovo metropolita di Guadalajara.

## Titolari
- José Francisco Robles Ortega, dal 24 novembre 2007

## Fonti
- Il titolo cardinalizio su Catholic Hierarchy
- Bolla Purpuratis Patribus, AAS 99 (2007), p. 1028